# Бериша (племя)

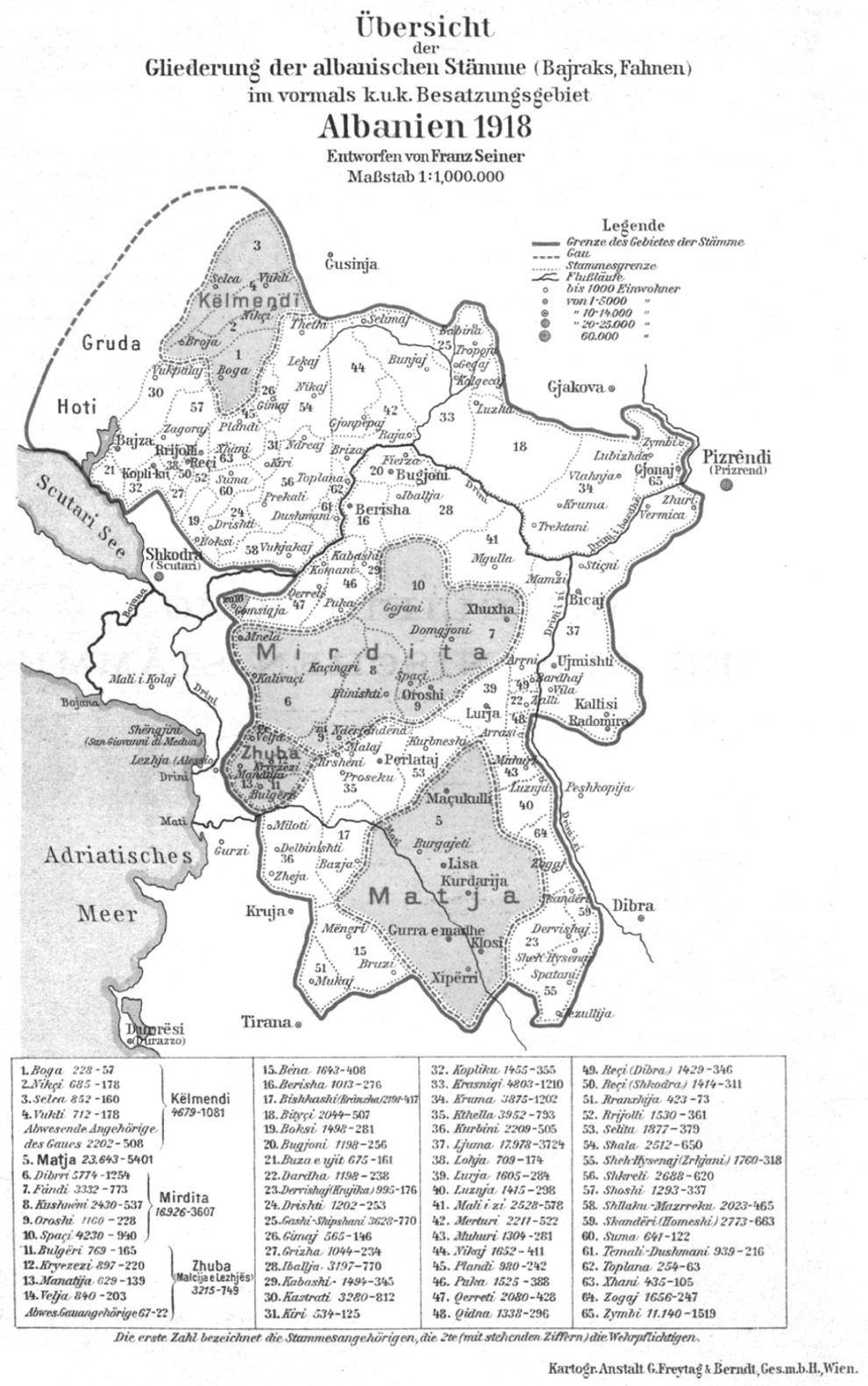
Албанские байраки (1918). Бериша под номером 16.

Бериша (алб. Berisha, серб. Бериша) — историческое албанское племя (фис) и регион в Пуке (Северная Албания). Бериша — одно из старейших документированных албанских племен, впервые зафиксированное в 1242 году в Улцине. В Средние века оно было широко распространен в Северной Албании, Южной Черногории и Косово. Люди, которые проследили свое происхождение от Бериши, также встречаются в прибрежных торговых центрах Далмации в Средние века. Бериша сформировала свою собственную территориальную общину в Пуке в течение XIV века.
На пике феодального развития в Албании в конце XIII века и в течение долгого XIV века Бериша находился в процессе детрайбализации и реорганизации некоторых ветвей как феодальных семей. Этот процесс прекратился после османского завоевания Балкан в XV веке и сопровождался усилением племенных и родственных связей в регионе. Бериша из Пуке — католический фис. В Османский период братства из Пуки поселились в некоторых районах Тропои, Косово и Скопска-Црна-Гора в Македонии. Эти ветви обратились в ислам, начиная с XVIII века и далее. Фамилия Бериша распространена в Пуке, Тропое и Косово.

## География
Историческая племенная область Бериша расположена в Северной Албании, в районе Пуки, к югу от Дрина, к западу от Фиерзы. Центром является бассейн реки Сапач, впадающей в Дрин. Бериша традиционно граничит с Душмани и Топланой на Западе, Бугиони на севере, Ибалле на востоке и Кабаши на юге. Основными населёнными пунктами являются Бериша-э-Вогель (Нижняя Бериша), Шопель и Бериша-э-Эперме (Верхняя Бериша). Его обитатели называются Беришами. С точки зрения административного деления Бериша входит в состав муниципального образования Ибалле города Фуше-Аррез.

## Происхождение
Устные предания и отрывочные рассказы были собраны и интерпретированы писателями, которые путешествовали по региону в XIX веке о ранней истории племени Бериша. С тех пор анализ записанного исторического материала, лингвистика и сравнительная антропология привели к более исторически обоснованным отчётам. Особое значение имеет архивное исследование Лайоша Таллоци, который нашёл первую историческую запись о Берише в архивах Республики Рагуза в 1242 году. Его работа позволила провести дальнейшие архивные исследования. Таким образом, в последующие годы барон Нопча проследил происхождение Бериши с уверенностью вплоть до 1370 года и сформулировал вероятную родословную ещё в 1270 году.
Эдит Дарем, Франц Нопча и другие записали наиболее широко известную устную традицию о происхождении Бериши, которая также является частью традиции всех других племен в этом районе. Согласно ей, первым прямым предком племени является Кол Пога, сын Пог Мурри, сына Мурр Деди. Братом Кола Пога был Леке Пога, предок Мертури. Брат Пога Мурри был Дит Мурри, предок Шалы, Шоши и Мирдиты. Дед Кола Пога, предок Бериши, Мурр Деди был также прародителем племен Тачи и Топлана. Бериша из Пуки образуют четыре братства, каждое из которых ведет свое происхождение от Кола Пога: Тетай (Тета), Марой (Пога), Дескай (Деску), Дочай (Дочи).
В Черногории Марко Mилянов из Кучи писал в своей книге о своём регионе, что племена Кучи и Бериша «рассматриваются как близкие», якобы потому, что предки Беришы происходят из Кучи. Чешский историк Константин Иречек дополнительно зафиксировал об этой истории, что Старые Кучи считают своим предком Грчу, сына Ненада, который также считается предком племени Бериша . Напротив, Бериши считают, что сами Старые Кучи происходят от Бериши и называют их Красные Бериши в противоположность Берише из Пуке, Мертури и части Пипери, которые прослеживают свое происхождение от Бериши, которые все вместе называются Бериша и Бард (Белый Бериша). В исторических записях Бериша и Старые Кучи появляются в разных областях и временных линиях, поскольку Старый Кучи был частью племени Кучи, которое было основано на разных родовых группах в конце XV века. Тем не менее, если не родственные по крови, то черногорские и албанские племена считали близкими по исконной или родной территории. Поэтому сербский географ Андрия Йовичевич выдвинул версию о том, что Кучи были «родственниками» Кастрати, Бериши и Кельменди, поскольку их далекий предок когда-то якобы поселился в той же общей местности, что и Кучи.
В более поздние времена одно братство Кучей, Дрекаловичи, проследило свое происхождение от Бериши. В свою очередь, от них часть Кастрати ведут свое происхождение. Таким образом, эти группы имеют обычай избегать смешанных браков друг с другом. В Коджа-и-Кучите, католическом албанском племени, иногда классифицируемом как часть более широкого региона Кучи, палийское братство происходит от Бериши и поселилось в этом районе около 1500 года. Это братство считается частью Красных Беришей.
Ещё одно братство в современной Черногории, которое считается родственным этому племени, — это братство Вушовичей из Велики близ Плава In Luma, the Arrëni tribe is an offshoot of the Berisha.. В целом братства из Бериши широко распространены в Северо-Восточной Албании. Бериша из Тропои, которые образуют три братства: Исуфмемай, Халиладж, Пападж в Османский период были частью того же Байрака, что и Кожели, которые происходят из Мертури и, таким образом, являются родственниками Бериши.
Исследование Y-ДНК представителей клана Бериша выявило их принадлежность к гаплогруппе E-FGC33646 

## История
Самым ранним документированным предком племени Бериша является граф Валентин Берисса Ульцинский (Nobilibus Viris Dulcinensibus Berissa Comitis), упомянутый в Рагузанском документе в 1242 году. Рагузанские архивы упоминают ещё в XIII веке: Пичинег де Беррисина (1278), Петрус де Беррисна(1280—1304), его брат Лаврентий де Беррисна (1280—1304), а также Пичинег Паск де Беррисина, Грубесса де Беррисина, Блазий де Беррисина, Паск де Грубесса де Бриссина. Доминко Бериша упоминается как каменщик, работавший в городе Трогире в 1264 году. В декабре 1274 года был подписан договор между анжуйским губернатором Норьяном де Туси и албанской знатью, признавший Карла Первого своим сюзереном. Одним из сигнатариев был «Sevasto Tanussio Berissa» в Dečani chrysobulls 1330 года, члены этого племени упоминаются как «Сокальники». Член племени Бериша был назначен епископом в городе Рагуза от архиепископа Рагузы в 1342—1344 годах. По всему Косово в XIV веке можно найти многочисленные микротопонимы, такие как: Беришин Дол, Бериштар, Беришофц, Бериштани, Беришане и Беришич . В 1348 году сербский царь Стефан Душан упоминает «поле Бериши» как находящееся близ Муштиша в Косово.
В Венецианском кадастре Шкодры в 1416—1417 годах католические священнослужители Дом Марин Бериша и Пелин Бериша упоминаются как землевладельцы близ современной Бердицы в местечке Сурлеа. В 1434 году Палич Бериша (Paulich Berich) упоминается как должник в книгах рагузанского купца в Ново-Брдо. В османском дефтере 1455 года найдены Бранка и Радонья Бериша из Гелекара. В Грабовце (Вуштрри) и Броде (Феризай) из племени Бериша упоминаются Владислав и Степан, сыновья Бериши и другие члены их рода . В 1467 году племя Бериша (Berixasthorum) подписало договор с Венецианской республикой, по которому представителю племени Helias Bossi был пожалован флаг Святого Марка (Vadit pars quod sub nostra obedient ia accipiantur et mittatur eis Insigne sancti Marci in …..), а также Пелланда (пункт Illustrissimis Helyas Induatur una veste veluti more suo).
Марин Барлети в своей книге, опубликованной в 1508 году, упоминает двух братьев Бериша как выдающихся военачальников Скандербега. Это братья, Димитрий (Димитр) и Никола (Николла) Бериша. Сама семья описывается как vetusta Berrisius familia (древний род Бериши). При осаде Светиграда Димитрий Бериша проявил большое мужество, когда спас жизнь Скандербегу, раненному в разгар сражения с войсками Баллабан-паши. В 1691 году имя Бериса записано на карте Франческо Марии Коронелли.
В 1841 году Никола Васоевич оценил численность племени Бериши в 16 000 человек, из которых 4 000 — вооружённые люди, но Элси отмечает, что это очень большое число, вероятно, включает соседние племена. Австро-венгерская перепись в Албании (1918) зафиксировала 171 домашнее хозяйство с 1013 жителей племени Бериши. Позднее было сказано, что население составляло 2 300 человек.
Некоторые члены племени Бериша мигрировали в Косово, в основном в район Джяковицы, и приняли ислам. По данным британской разведки, причиной такой миграции стали небольшие размеры территории, контролируемой этим племенем. Праздником католической Беришей, живших в деревнях вокруг Печа, было Успение Пресвятой Девы Марии (которое они называют Zoja e Berishes, или Zoja e Alshiqes, потому что Альшики самые многочисленные). Фамилия Бериша происходит от названия племени и особенно распространена среди албанцев в Косово. В 1920-х годах все племя Бериша в Косово под предводительством Азема Галицы восстало против властей Королевства Югославии.

## Традиции
Бериши — католики. Бериши — одно из семи племен высокогорья Пуки и одно из двенадцати племен, упомянутых как последователи Кануна Лека Дукаджини.

## Известные люди

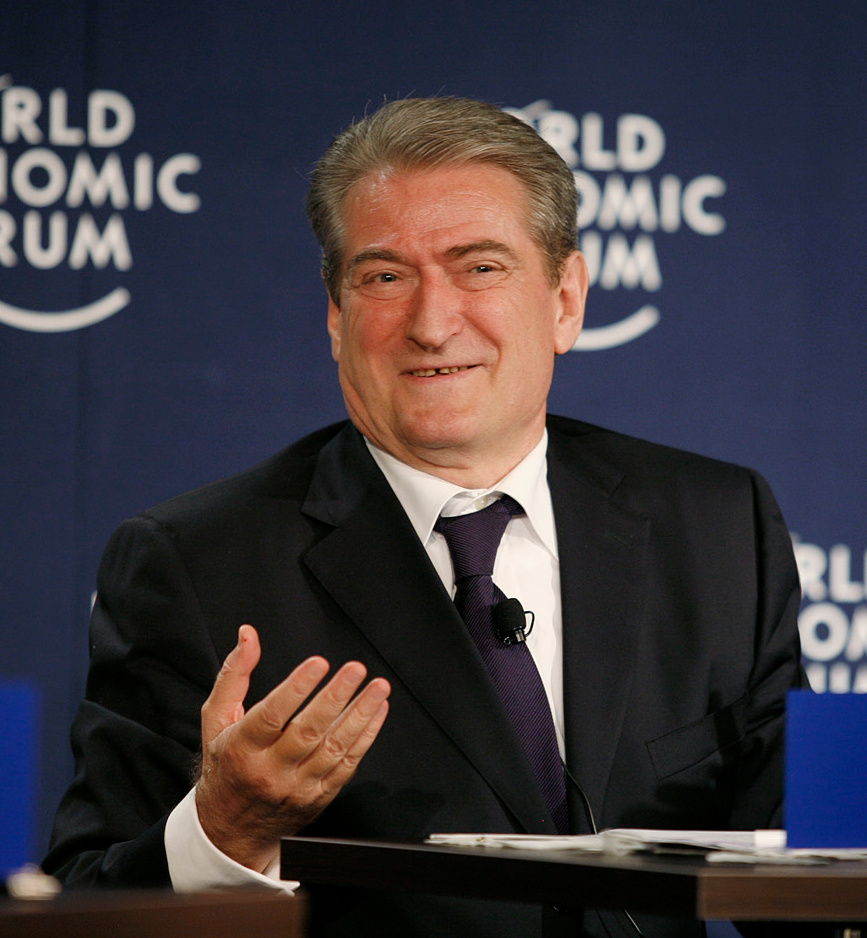
Сали Бериша (род. 1944), президент Албании (1992—1997)

- Сали Бериша (род. 1944), бывший президент и премьер-министр Албании[4]
- Ндок Марк Гега (1830—1907), албанский повстанец
- Николле Бериша, один из ведущих командиров Скандербега[25]
- Атифете Яхьяга (род. 1975), первая женщина-президент Косово[32]
- Рамуш Харадинай (род. 1968), бывший лидер ОАК и бывший премьер-министр Косово[33]
- Хасан Приштина (1873—1933), бывший премьер-министр Албании[34]
- Этрит Бериша (род. 1989), профессиональный футболист
- Бесарт Бериша (род. 1985), профессиональный футболист
- Валон Бериша (род. 1993), профессиональный футболист
- Антон Бериша (род. 1946), албанский ученый и фольклорист
- Беким Бериша (1966—1998), ветеран косовоалбанских войнж.